# Милица Белмужевић
Милица Белмужевић (око 1490. године, Нађлак - након 1562. године) била је српска племкиња и ћерка војводе Милоша Белмужевића (ум. 1500) и његове супруге Веронике. Пошто су јој браћа (Вук и Марко) умрла пре њиховог оца, Милица је након очеве смрти постала наследница породичних поседа, иако је у то време још увек била малолетна. Старање над породичним пословима преузела је Миличина баба Оливера, мајка војводе Милоша, док се Миличина мајка Вероника након Милошеве смрти преудала за племића Стефана Брадача. Милица се удала за трансилванског племића Николу Кендефија (ум. око 1532/7. године), са којим је имала сина Јована (ум. око 1553/4. године), који се оженио Маргаретом, ћерком српског деспота Павла Бакића. Милица је надживела сина, а последњи пут се помиње 1562. године.
У ранијој историографији постојала су различита мишљења о Миличиној удаји. Према старијим претпоставкама, сматрало се да је првобитно била удата за српског војводу Стефана Јакшића (ум. око 1520. године), али новија истраживања су показала да Милица Белмужевић није идентична са Милицом - супругом Стефана Јакшића.